# Germanodactylus
Germanodactylus — викопний рід птерозаврів, що жили на території Німеччини за пізньої юри близько 150,8–148,5 млн років тому.

## Історія вивчення
Типовий зразок Germanodactylus cristatus було вперше описано Plieninger (1901) та ідентифіковано як належний до Pterodactylus kochi. Wiman (1925) виділив для цього матеріалу вид P. cristatus. Він вказував на відсутність зубів на кінчиках щелеп і наявність гребеня на голові. Young (1964) виділив рід Germanodactylus, проте нової назви cristatus не застосував, натомість утворюючи комбінацію Germanodactylus kochi. Комбінацію Germanodactylus cristatus, таким чином, було введено тільки за 4 роки після того Вельнхофером (1968).
1851 року А. Вагнер описав новий вид Ornithocephalus — O. ramphastinus. Таку назву він отримав через те, що Вагнер знаходив його пропорції схожими на тукана (Ramphastos). 1860-го Маєр застосував помилкове написання rhamphastinus, що стало надалі найпопулярнішим, на підставі чого в перегляді систематики G. rhamphastinus 2017 року за ним було визнано пріоритет. Сілі (1871) відніс його до Diopecephalus. Більшість авторів, однак, продовжували відносити P. rhamphastinus до птеродактиля, допоки Вельнхофер (1970) не визнав його видом германодактиля. Таксономія цього роду залишалася спірною, й деякі автори сумнівалися щодо його монофілії. Maish et al. (2004) запропонували нову назву Daitingopterus, що, однак, не вважається валідною, оскільки не було вказано типового зразка чи вказано на те, що виділено новий рід. Vidovic & Martill (2014) підтвердили парафілетичність германодактиля й 2017 року виділили рід Altmuehlopterus для виду rhamphastinus.

## Опис

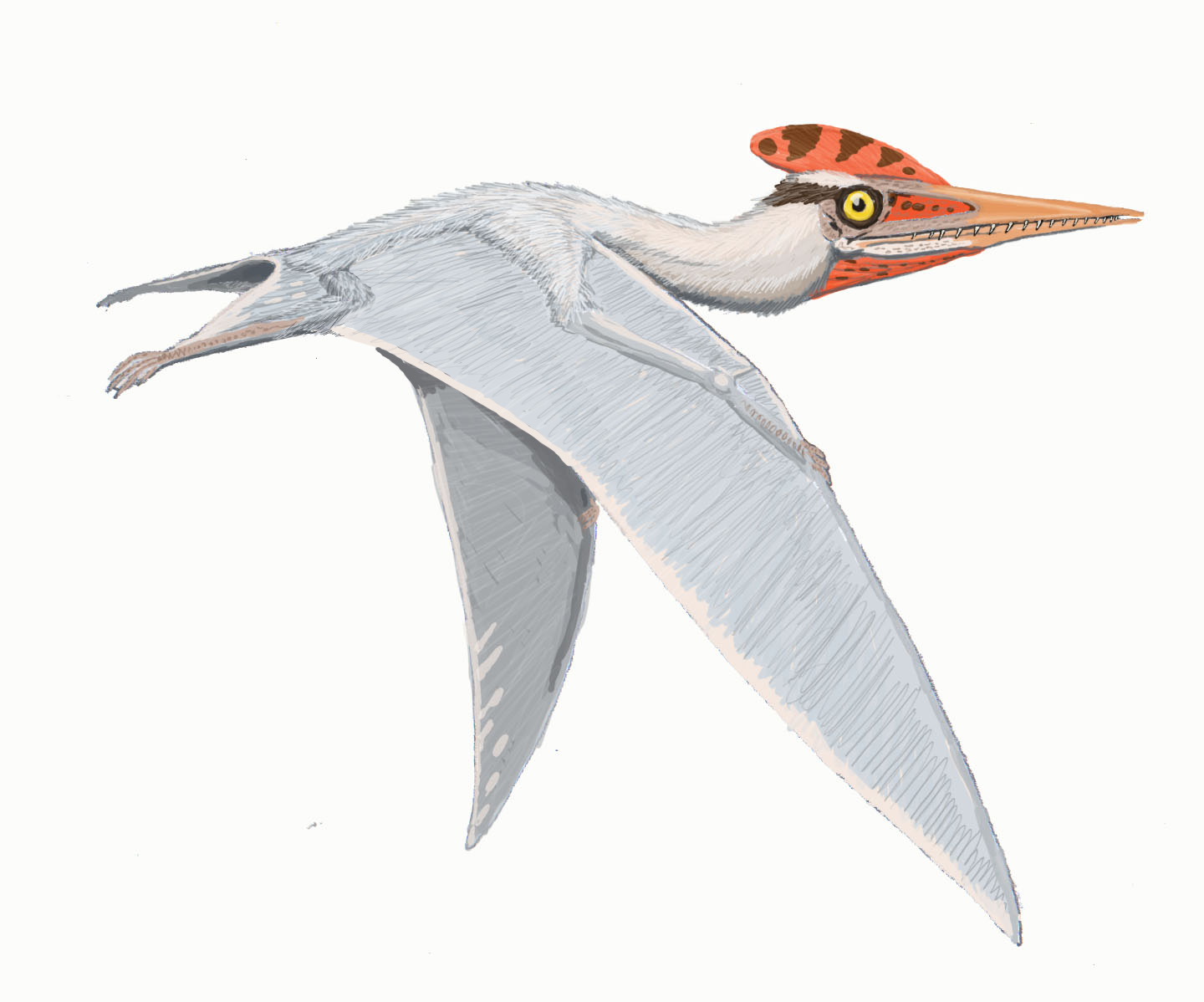
G. rhamphastinus

Діагноз згідно Wellnhofer (1970): над носовим отвором і очною ямкою простягається гребінь; прямий кут між відростком виличної й нижньою стороною верхньощелепної; квадратна порівняно відвісна; кінчик рострума беззубий чи з зубами; щелепи мають 13—16 зубів із кожної сторони; 5 передщелепних зубів, сплощені, конусоподібні, міцні, в розрізі овальні до кінчика; назоанторбітальний отвір понад вдвічі довший за очний отвір; наявне зрощування кісток плечового й тазового поясів; довжина горла складає дві треті довжини черепа; п‘ясток коротший за передпліччя.
Germanodactylus cristatus: гребінь на черепі, що простягається з переднього кінця ніздрі до заднього кінця очної ямки; кінчик рострума беззубий; у верхній щелепі близько 5 передщелепних і 8 верхньощелепних зубів; 13 нижньощелепних зубів; зуби короткі, сплощені, конічні, спереду злегка нахилені й загнуті, овальні в розрізі; 155-градусний кут між квадратною й верхньощелепною.
Germanodactylus rhamphastinus: череп відносно довший за G. cristasus; нижчий гребінь, що починається з ніздрів і доходить до лобної; зуби наявні починаючи від кінчика рострума до середини ніздрі; ймовірно, 5 передщелепних зубів спрямовано вперед, решта 11 верхньощелепних зубів спрямовані вертикально й однакові за розміром; зуби загострені, конусоподібні, овальні в розрізі, з дещо заокругленими краями; 145-градусний кут між квадратною й верхньощелепною; зрощення лобкової й сідничної кісток, що має запірний отвір.
Vidovic & Martill (2017) вважали Germanodactylus моноспецифічним. Вони запропонували такий діагноз G. cristatus: птеродактилоїд із беззубим кінчиком рострума, проте короткими, трикутними зубами в решті передщелепної; передлобкова з дистальним розширенням у формі трикутника рело. Також його характеризують такі апоморфні й плезіоморфні характеристики: близько 50 % довжини рострума перед ніздрею утворено передщелепними; зуби короткі, міцні, мають трикутну форму в профіль; зубний ряд сягає регіону під назоанторбітальним отвором; невисокий, посмугований гребінь у дорослих особин (ймовірний статевий диморфізм, оскільки один крупний зразок не має гребеня); пряма й вертикальна передня сторона очної ямки; п‘ясток крила коротший за ліктьову кістку; тіла спинних хребців 1—3 зрощені й утворюють невеликий нотарій.

## Систематика
Коли Ян ввів назву германодактиль 1964 року, він припустив, що цей таксон міг бути предковим по відношенню до Dsungaripterus, оскільки розділяв з останнім наявність гребеня, беззубий кінець рострума, подібну форму зубів і великий назоанторбітальний отвір. Пізніше пропонувалися різні гіпотези, що їх здебільшого можна розділити на дві категорії: тоді як одні автори погоджувалися з Яном, визнаючи Germanodactylus близьким родичем Dsungaripterus як примітивного члена клади Dsungaripteroidea (Germanodactylidae + Dsungaripteridae), інші вважали його примітивнішим птеродактилоїдом, імовірно, близько спорідненим, якщо не синонімічним, із птеродактилем. Впродовж 2010-х Dsungaripteroidea як клада Germanodactylidae + Dsungaripteridae здебільшого не сприймалась як монофілетична, й положення германодактиля серед примітивних птеродактилоїдів було майже загальновизнаним. Vidovic & Martill (2014), (2017), однак, не вважали види Germanodactylus спорідненими одне з одним ближче, ніж з іншими птеродактилоїдами, в першому випадку пропонуючи топологію, де G. rhamphastinus є сестринським таксоном Aurorazhdarchidae, а G. cristatus — Dsungaripteridae + Azhdarchoidea, а в другому обох було визнано примітивними еуптеродактилоїдами, при чому G. rhamphastinus дещо примітивнішим за G. cristatus.
Надалі не всі автори погоджувалися з ними. Нижче наведено кладограму Longrich, Martill & Andres (2018):
|  | Germanodactylus cristatus     |
|  |                               |
|  | Germanodactylus rhamphastinus |
|  |                               |

| Gallodactylidae | \| \| Cycnorhamphus suevicus \| \| \| \| \| \| Normannognathus wellnhoferi \| \| \| \| |
|                 | \| \| Cycnorhamphus suevicus \| \| \| \| \| \| Normannognathus wellnhoferi \| \| \| \| |
|                 | Ctenochasmatidae                                                                       |
|                 |                                                                                        |
|                 | Cycnorhamphus suevicus                                                                 |
|                 |                                                                                        |
|                 | Normannognathus wellnhoferi                                                            |
|                 |                                                                                        |

|  | Cycnorhamphus suevicus      |
|  |                             |
|  | Normannognathus wellnhoferi |
|  |                             |

| Gallodactylidae | \| \| Cycnorhamphus suevicus \| \| \| \| \| \| Normannognathus wellnhoferi \| \| \| \| |
|                 | \| \| Cycnorhamphus suevicus \| \| \| \| \| \| Normannognathus wellnhoferi \| \| \| \| |
|                 | Ctenochasmatidae                                                                       |
|                 |                                                                                        |
|                 | Cycnorhamphus suevicus                                                                 |
|                 |                                                                                        |
|                 | Normannognathus wellnhoferi                                                            |
|                 |                                                                                        |

|  | Cycnorhamphus suevicus      |
|  |                             |
|  | Normannognathus wellnhoferi |
|  |                             |

|  | Germanodactylus cristatus     |
|  |                               |
|  | Germanodactylus rhamphastinus |
|  |                               |

| Gallodactylidae | \| \| Cycnorhamphus suevicus \| \| \| \| \| \| Normannognathus wellnhoferi \| \| \| \| |
|                 | \| \| Cycnorhamphus suevicus \| \| \| \| \| \| Normannognathus wellnhoferi \| \| \| \| |
|                 | Ctenochasmatidae                                                                       |
|                 |                                                                                        |
|                 | Cycnorhamphus suevicus                                                                 |
|                 |                                                                                        |
|                 | Normannognathus wellnhoferi                                                            |
|                 |                                                                                        |

|  | Cycnorhamphus suevicus      |
|  |                             |
|  | Normannognathus wellnhoferi |
|  |                             |

| Gallodactylidae | \| \| Cycnorhamphus suevicus \| \| \| \| \| \| Normannognathus wellnhoferi \| \| \| \| |
|                 | \| \| Cycnorhamphus suevicus \| \| \| \| \| \| Normannognathus wellnhoferi \| \| \| \| |
|                 | Ctenochasmatidae                                                                       |
|                 |                                                                                        |
|                 | Cycnorhamphus suevicus                                                                 |
|                 |                                                                                        |
|                 | Normannognathus wellnhoferi                                                            |
|                 |                                                                                        |

|  | Cycnorhamphus suevicus      |
|  |                             |
|  | Normannognathus wellnhoferi |
|  |                             |